# Zlatý slavík 1967
Zlatý slavík 1967 byla v pořadí 6. anketa. Za muže vyhrál Waldemar Matuška, za ženy Eva Pilarová. Písnička roku 1967 byla od Petra Nováka: Náhrobní kámen. Karel Gott výjimečně nevyhrál, koncertoval v Las Vegas.